# Glotzia ephemeridarum
Glotzia ephemeridarum är en svampart som beskrevs av Lichtw. 1972. Glotzia ephemeridarum ingår i släktet Glotzia och familjen Legeriomycetaceae.   Inga underarter finns listade i Catalogue of Life.